# 2004年美国联盟冠军赛
2004年美国联盟冠军赛是美国职棒大联盟2004球季后赛决定美国联盟冠军的系列赛。在波士顿红袜和纽约洋基之间进行，他们在美联分区赛中分别击败了明尼苏达双城和洛杉矶安那罕天使。波士顿红袜在勝場數0比3落后的情况下，最终逆转淘汰了纽约洋基，闯入世界大赛。这是大联盟历史上第一次有球队在0比3落后时反败为胜。

## 概要

### 波士顿红袜 对 纽约洋基
波士顿红袜以总比分4比3赢得系列赛
| 场次 | 客队       | 比分  | 主队       | 日期     | 球场       | 观众人数 |
| ---- | ---------- | ----- | ---------- | -------- | ---------- | -------- |
| 1    | 波士顿红袜 | 7：10 | 纽约洋基   | 10月12日 | 洋基体育场 | 56,135   |
| 2    | 波士顿红袜 | 1：3  | 纽约洋基   | 10月13日 | 洋基体育场 | 56,136   |
| 3    | 纽约洋基   | 19：8 | 波士顿红袜 | 10月16日 | 芬威球场   | 35,126   |
| 4    | 纽约洋基   | 4：6  | 波士顿红袜 | 10月17日 | 芬威球场   | 34,826   |
| 5    | 纽约洋基   | 4：5  | 波士顿红袜 | 10月18日 | 芬威球场   | 35,120   |
| 6    | 波士顿红袜 | 4：2  | 纽约洋基   | 10月19日 | 洋基体育场 | 56,128   |
| 7    | 波士顿红袜 | 10：3 | 纽约洋基   | 10月20日 | 洋基体育场 | 56,129   |

## 逐场战况

### 第一场
10月12日，纽约，洋基体育场
| 波士顿红袜 | 0 | 0 | 0 | 0 | 0 | 0 | 5 | 2 | 0 | 7  | 10 | 0 |
| 纽约洋基 | 2 | 0 | 4 | 0 | 0 | 2 | 0 | 2 | X | 10 | 14 | 0 |
| 勝投： 麦克·穆西纳 （1胜0败） 敗投： 柯特·席林 （0胜1败） 全壘打： 红袜：杰森·瓦瑞泰克 （1） 洋基：肯尼·洛夫顿 （1） |   |   |   |   |   |   |   |   |   |    |    |   |

第一场比赛纽约洋基派出了他们的王牌投手麦克·穆西纳，而波士顿红袜派上了柯特·席林，他在美联分区赛对洛杉矶天使的比赛中右脚踝跟腱有撕裂的迹象，但他仍然坚持先发出场。席林在第一局就失掉两分，第三局下半又丢四分，仅仅只投了3局就退场。六局下半洋基队又从提姆·韦克菲尔德手里攻下两分，取得8比0的巨大领先优势，其中松井秀喜一个人就打回5分打点，平了美联冠军赛的纪录。
洋基先发投手穆西纳发挥出色，连续解决红袜队19名打者，带着完全比赛的状态进入第七局。但之后风云突变，红袜队在第七和第八局一共攻下7分，将比分追近至7比8。随后洋基队在八局下半打回两分，将分数拉开。虽然红袜队在九局上半打出两支安打，但比尔·穆勒（Bill Mueller）的再见双杀打让他们输掉了第一场比赛。

### 第二场
10月13日，纽约，洋基体育场
| 波士顿红袜                                                                                              | 0 | 0 | 0 | 0 | 0 | 0 | 0 | 1 | 0 | 1 | 5 | 0 |
| 纽约洋基                                                                                                | 1 | 0 | 0 | 0 | 0 | 2 | 0 | 0 | X | 3 | 7 | 0 |
| 勝投： 乔恩·利伯 （1胜0败） 敗投： 佩卓·马丁尼兹 （0胜1败） 全壘打： 红袜：無 洋基：约翰·欧勒鲁德 （1） |   |   |   |   |   |   |   |   |   |   |   |   |

第二场比赛还是洋基队率先得分，盖瑞·雪菲尔的安打帮助德瑞克·基特回到本垒得到本场比赛的第一分。这个比赛一直持续了五局，双方的先发投手佩卓·马丁尼兹和乔恩·利伯（Jon Lieber）演出了很经典的投手战。但在第六局马丁尼兹出了状况，首先保送了荷黑·波沙达，之后让约翰·欧勒鲁德（John Olerud）击出一支两分全垒打，洋基队取得3比0的领先。
第八局红袜队开始反击，从利伯手里击出两支安打，追回一分。当有跑者在三垒并且两人出局时，洋基队派上了终结者马里安诺·李维拉，他三振掉了强尼·戴蒙，顺利度过危机。虽然九局上半曼尼·拉米瑞兹击出一支二垒安打，但之后李维拉三振掉了大卫·欧提兹和凯文·米拉（Kevin Millar），帮助洋基赢得第二场比赛的胜利。

### 第三场
10月16日，波士顿，芬威球场
| 纽约洋基 | 3 | 0 | 3 | 5 | 2 | 0 | 4 | 0 | 2 | 19 | 22 | 1 |
| 波士顿红袜 | 0 | 4 | 2 | 0 | 0 | 0 | 2 | 0 | 0 | 8  | 15 | 0 |
| 勝投： 哈维尔·巴斯克斯 （1胜0败） 敗投： 拉米罗·门多萨 （0胜1败） 全壘打： 洋基：艾力士·罗德里奎兹 （1），盖瑞·雪菲尔 （1），松井秀喜 2 （2） 红袜：杰森·瓦瑞泰克 （2），特罗特·尼克森 （1） |   |   |   |   |   |   |   |   |   |    |    |   |

系列赛来到了波士顿红袜的主场芬威球场，本场比赛原定于10月15日进行，但由于下雨的关系推迟到了10月16日。双方的先发投手是凯文·布朗（Kevin Brown）和布洛申·阿罗约。
和前两场比赛一样，纽约洋基率先得分，松井秀喜的两分全垒打帮助球队取得3比0领先。第二局下半在杰森·瓦瑞泰克和特罗特·尼克森（Trot Nixon）全垒打的带动下红袜一举攻下4分，这是红袜队在这个系列赛中第一次在比分上领先。但领先的优势仅仅保持了很短的时间，第三局上半艾力士·罗德里奎兹飞越绿色怪物的全垒打将比分扳平，之后盖瑞·雪菲尔的保送和松井秀喜的二垒安打使得红袜不得不将先发投手阿罗约换下。三局下半奥兰多·卡布雷拉的二垒安打使得双方又回到同一起跑线。
然而之后的比赛呈现一边倒的局势，洋基队一共攻下19分，大比分战胜了红袜。松井秀喜再次打回5分打点，罗德里奎兹5次跑回本垒得分，追平了季后赛的纪录。这场比赛一共进行了4小时20分钟，是季后赛历史上九局比赛用时最多的比赛。

### 第四场
10月17日，波士顿，芬威球场
| 纽约洋基 | 0 | 0 | 2 | 0 | 0 | 2 | 0 | 0 | 0 | 0 | 0 | 0 | 4 | 12 | 1 |
| 波士顿红袜 | 0 | 0 | 0 | 0 | 3 | 0 | 0 | 0 | 1 | 0 | 0 | 2 | 6 | 8  | 0 |
| 勝投： 柯特·雷斯卡尼克 （1胜0败） 敗投： 保罗·昆特里尔 （0胜1败） 全壘打： 洋基：艾力士·罗德里奎兹 （2） 红袜：大卫·欧提兹 （1） |   |   |   |   |   |   |   |   |   |   |   |   |   |    |   |

第四场比赛纽约洋基派上了1999年美国联盟冠军赛MVP奥兰多·埃尔南德斯，而波士顿红袜则派出了德瑞克·洛夫。这个系列赛中洋基队第一次在第一局没有得分，但他们还是在第三局率先得分，艾力士·罗德里奎兹击出了和第三场比赛几乎一个方向的两分全垒打。
在本场比赛之前赫南德兹已两周未出场，他在前四局遇到一些困难，但幸运的是都未失分。红袜终于在第五局突破了赫南德兹的防线，靠着连续的保送和安打一举攻下3分。红袜领先的优势仅仅持续了不到一局，第六局上半松井秀喜率先击出一支三垒安打，接着伯尼·威廉姆斯（Bernie Williams）的内野安打把松井秀喜送回本垒得分，之后托尼·克拉克（Tony Clark）二垒方向的内野滚地球帮助球队取得4比3的领先。
之后比分一直僵持，直到九局下半马里安诺·李维拉一开始就对凯文·米拉投出了保送，这个保送之后被证明是这个系列赛的转折点。红袜队派上戴夫·罗伯茨（Dave Roberts）代跑。在两出局之后李维拉连续对一垒进行牵制。根据罗伯茨赛后描述：“第一次（李维拉牵制的时候），我感到有点紧张，并且有点失神。但第二次的时候所有紧张感都消失了，并且完全进入状态。第三次牵制时十分接近，我认为第二次时也十分接近，之后我就感觉好像我从第一局开始就在场上一样。”
当李维拉向本垒投出第一球时，罗伯茨便盗向二垒，将自己推进到得点圈。紧接着比尔·穆勒（Bill Mueller）击出追平比分的安打，将比赛拖入延长赛。
双方在11局均有得分的机会，但都无功而返。12局下半曼尼·拉米瑞兹首先从洋基队新换上的投手保罗·昆特里尔（Paul Quantrill）手中击出一垒安打，接着大卫·欧提兹击出右外野方向的再见全垒打，他也成为了大联盟历史上第一位在同一年季后赛中两次击出再见全垒打的球员。
賽前，當兩隊正在訓練時，紅襪的的一壘手米拉對路過的記者發表了一段慷慨激昂的演說：「他們（洋基隊）最好不要讓紅襪隊贏下今天的比賽。如果我們贏了，馬丁尼茲會拿下第五戰、席林會拿下第六戰，然後我們就會把那支只是看起來很強的隊伍送回家」。他也在休息室不只一次的拿這段話來鼓舞隊友，隨著紅襪隊最後上演了不可思議的大逆轉，這段話以及那次關鍵的保送成了米拉職業生涯最有代表性的一幕，而他對記者講這段話的過程也被放在ESPN的紀錄片當中。據米拉日後的說法，他在當天早上看到波士頓環球報的一個作家Dan Shaughnessy說紅襪隊是一支「只是看起來很強的隊伍」，於是才有了這段演說。

### 第五场
10月18日，波士顿，芬威球场
| 纽约洋基 | 0 | 1 | 0 | 0 | 0 | 3 | 0 | 0 | 0 | 0 | 0 | 0 | 0 | 0 | 4 | 12 | 1 |
| 波士顿红袜 | 2 | 0 | 0 | 0 | 0 | 0 | 0 | 2 | 0 | 0 | 0 | 0 | 0 | 1 | 5 | 13 | 1 |
| 勝投： 提姆·韦克菲尔德 （1胜0败） 敗投： 埃斯特班·罗埃萨 （0胜1败） 全壘打： 洋基：伯尼·威廉姆斯 （1） 红袜：大卫·欧提兹 （2） |   |   |   |   |   |   |   |   |   |   |   |   |   |   |   |    |   |

本场比赛于美国东部时间晚上5点11分开始，和前一场比赛结束的时间仅仅相隔16个小时。双方的先发投手分别是麦克·穆西纳和佩卓·马丁尼兹。波士顿红袜首先在一局下半得分，大卫·欧提兹的打点以及杰森·瓦瑞泰克满垒时的保送使得红袜取得2比0的领先。二局上半纽约洋基的伯尼·威廉姆斯回敬一支阳春全垒打，将比分差距缩小为1分。
之后洋基队在六局上半发动攻势，德瑞克·基特在满垒时的清垒二垒安打帮助球队以4比2反超比分。但是洋基的牛棚没能保住领先优势，红袜队的大卫·欧提兹在第八局从洋基中继投手汤姆·戈登（Tom Gordon）手中击出阳春全垒打，紧接着红袜又攻占一三垒，洋基再度派上终结者马里安诺·李维拉，但他还是让杰森·瓦瑞泰克击出追平比分的高飞牺牲打，双方连续第二场进入延长赛。
延长赛中双方都有一些机会，但都没能把握住。直到14局下半，强尼·戴蒙和曼尼·拉米瑞兹连续获得保送，欧提兹上场打击，他再度成为球队获胜的英雄，在僵持了9颗球之后，欧提兹终于将第10颗球击成中间方向的再见安打，将两队的总比分扳为2比3。此前只有1998年的亚特兰大勇士和1999年的纽约大都会曾经在0比3落后的情况下将系列赛拖入第六场，但是他们都在第六场输掉了比赛。
这场比赛一共耗时5小时49分钟，在当时创造大联盟季後赛的新纪录。这个纪录一年后被打破，在2005年国家联盟冠军赛休士顿太空人对亚特兰大勇士的第四场比赛一共耗时5小时50分钟，仅比这场比赛多用时1分钟。

### 第六场
10月19日，纽约，洋基体育场
| 波士顿红袜 | 0 | 0 | 0 | 4 | 0 | 0 | 0 | 0 | 0 | 4 | 11 | 0 |
| 纽约洋基 | 0 | 0 | 0 | 0 | 0 | 0 | 1 | 1 | 0 | 2 | 6  | 0 |
| 勝投： 柯特·席林 （1胜1败） 敗投： 乔恩·利伯 （1胜1败） 全壘打： 红袜：马克·贝尔洪 （1） 洋基：伯尼·威廉姆斯 （2） |   |   |   |   |   |   |   |   |   |   |    |   |

第六场比赛回到了洋基体育场，红袜派上了有伤在身的柯特·席林对决洋基队的乔恩·利伯。双方在前三局都没有得分。第四局上半红袜队发动攻势，杰森·瓦瑞泰克在两出局后击出安打，将凯文·米拉送回本垒得分。接着马克·贝尔洪将球击上了左外野看台，打在一个球迷胸膛上后又弹回了场地，当时左外野审认定此球未飞出全垒打墙，判决仍为比赛进行中，这引起了红袜队总教练特里·弗兰克纳的质疑。在几位裁判商量过后做出改判，贝尔洪击出三分全垒打，红袜取得4比0的领先。
席林投了7局的好球，仅让伯尼·威廉姆斯击出一支阳春全垒打。为了固定住他右脚踝的跟腱，红袜队医给他缝了三针。在席林退场时，他白色的袜子已有部分被鲜血染红，赛后他坦承当时他已经耗尽全力。
第八局布洛申·阿罗约接替席林的工作，德瑞克·基特带有一分打点的安打将比分追近至2比4，随后的一个打席发生了整个系列赛最具争议的一次判罚。艾力士·罗德里奎兹击出投手方向的滚地球，阿罗约接到球后跑向打者准备将其触杀出局，但是罗德里奎兹伸手拍掉了阿罗约的手套上后球掉出了手套，滚到场边，罗德里奎兹随即跑上二垒，基特跑回本垒。裁判们在经过长时间的商量过后判决罗德里奎兹妨碍守备出局，基特回到一垒。洋基队对此判罚不满，总教练乔·托瑞和罗德里奎兹和裁判争论，许多洋基球迷也感到十分不满，将球和一些杂物扔进场内，弗兰克纳将他的球员叫回休息区，避免被杂物砸中。纽约市警察局的警察也进场维持秩序。在经过长时间的延误之后比赛终于恢复进行。第九局红袜队的终结者基斯·福尔克（Keith Foulke）守住了洋基队的反攻，将系列赛拖入第七场。

### 第七场
10月20日，纽约，洋基体育场
| 波士顿红袜 | 2 | 4 | 0 | 2 | 0 | 0 | 0 | 1 | 1 | 10 | 13 | 0 |
| 纽约洋基 | 0 | 0 | 1 | 0 | 0 | 0 | 2 | 0 | 0 | 3  | 5  | 1 |
| 勝投： 德瑞克·洛夫 （1胜0败） 敗投： 凯文·布朗 （0胜1败） 全壘打： 红袜：强尼·戴蒙 2 （2），马克·贝尔洪 （2），大卫·欧提兹 （3） 洋基：無 |   |   |   |   |   |   |   |   |   |    |    |   |

在第七场比赛开始之前，红袜队特意安排队员在客队休息室观看电影《奇跡》。本场比赛双方派出的先发投手分别是德瑞克·洛夫和凯文·布朗。
比赛从一开始就呈现一边倒的局势，強尼·戴蒙在第一個打席打出安打並盜上二壘，雖然他想趁著曼尼·拉米瑞茲的安打回本壘時出局了，但大卫·欧提兹击出两分全垒打仍然使紅襪先馳得點。二局上半，在前一個半局讓球隊少得了一分的戴蒙將功贖罪，他打出满贯全垒打使得球队一举确立胜势。红袜的攻势仍未停止，四局上半戴蒙完成了本日的猛打賞和单场双响炮，他前六場比賽也不過只打出了三支安打。
洛夫投了6局好球，仅仅被打出一支安打失一分，是在三局下半時德瑞克·基特一分打點的一壘安打，送回壘上因觸身球上壘的跑者。雖然紅襪隊後續接手的馬丁尼茲因連續安打被洋基得了兩分，但這也是洋基全部的得分了，而洋基隊的先發投手布朗兩局都沒投完就掉了五分，最终红袜以10比3赢下本场比赛，完成了不可思议的大逆转。
歐提茲在整個系列賽的安打、全壘打、打點、得分、壘打數、以及OPS等重要打擊指標都是全隊最高，加上他兩次在延長賽打出再見安打，合計三場比賽打下勝利打點，獲選系列賽最有價值球員。